# خانه حبیب ملکی
خانه آقای حبیب ملکی در شهرستان فومن، شهرک ماسوله واقع شده و این اثر در تاریخ ۲۵ اسفند ۱۳۸۰ با شمارهٔ ثبت ۵۳۶۶ به‌عنوان یکی از آثار ملی ایران به ثبت رسیده است.